# Fondul construit de pe str. Alexandru Hîjdeu (Chișinău)
Fondul construit de pe str. Alexandru Hîjdeu este un complex de clădiri amplasat pe str. A. Hîjdeu – 37, 56, 57, 58, 59, 63, 68, 71 în Chișinău, Republica Moldova. Este un monument arhitectural și de artă de importanță națională inclus în Registrul monumentelor Republicii Moldova ocrotite de stat cu nr. 283.07 (municipiul Chișinău).

## Clădiri

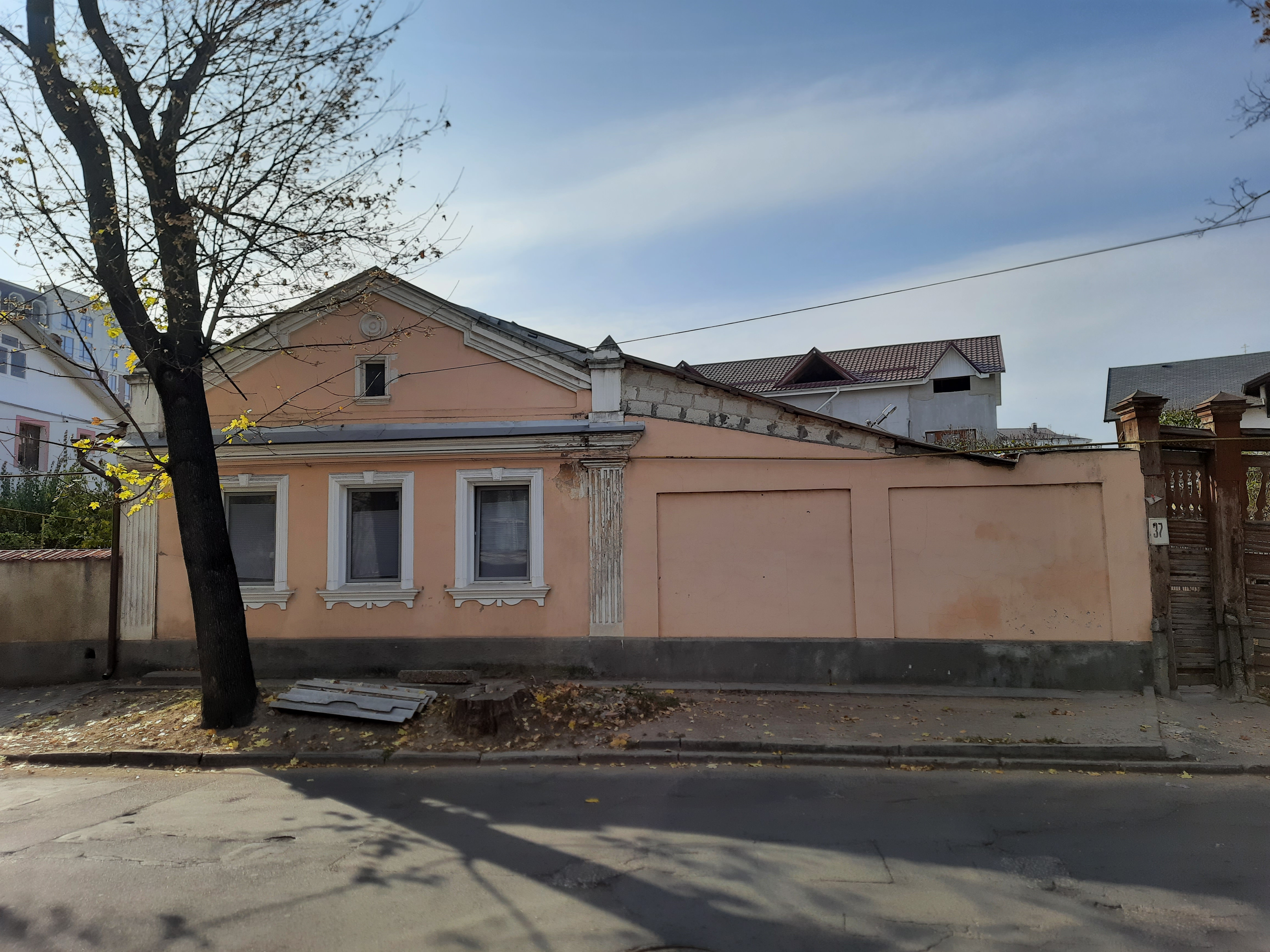
nr. 37
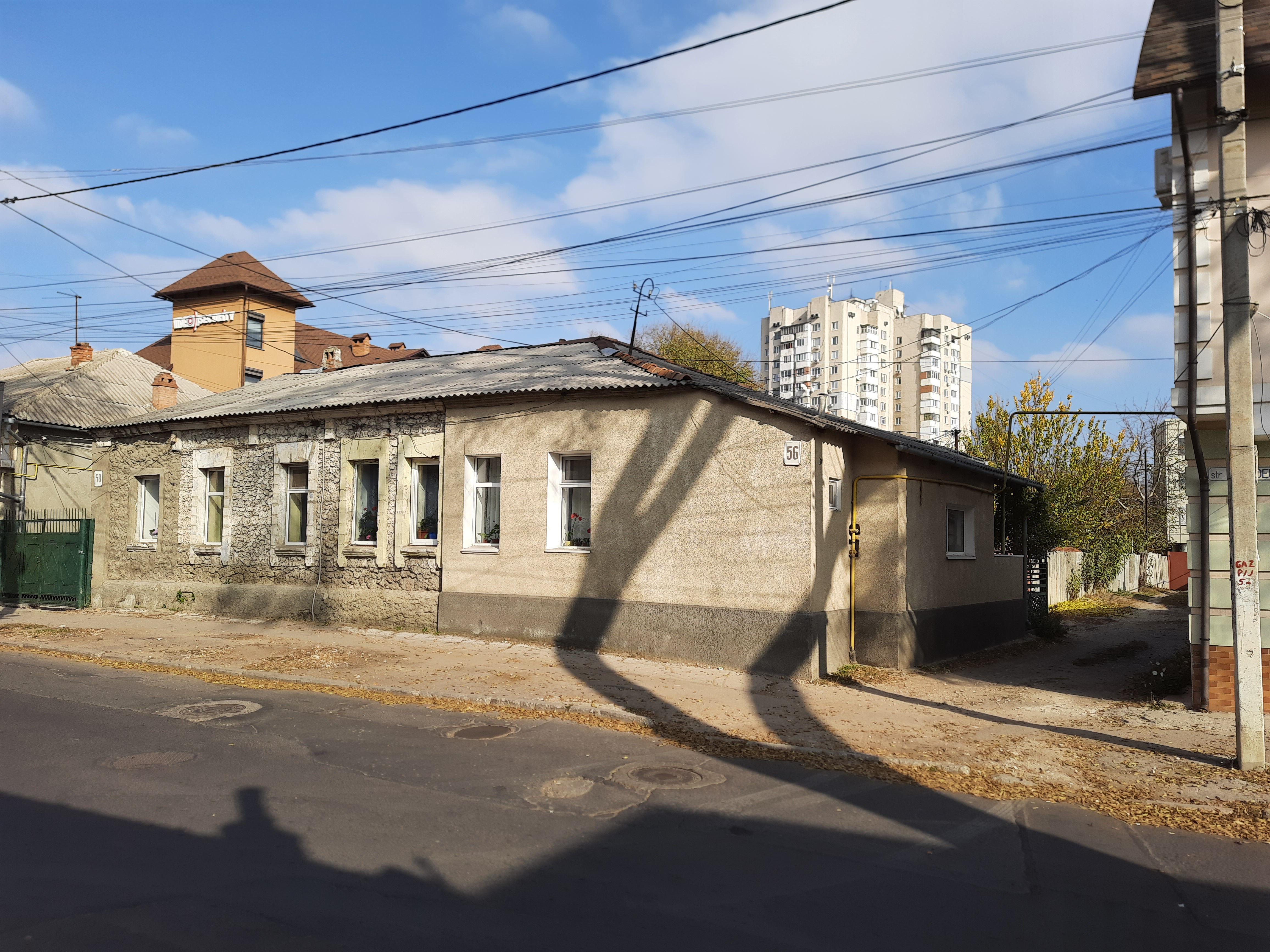
nr. 56
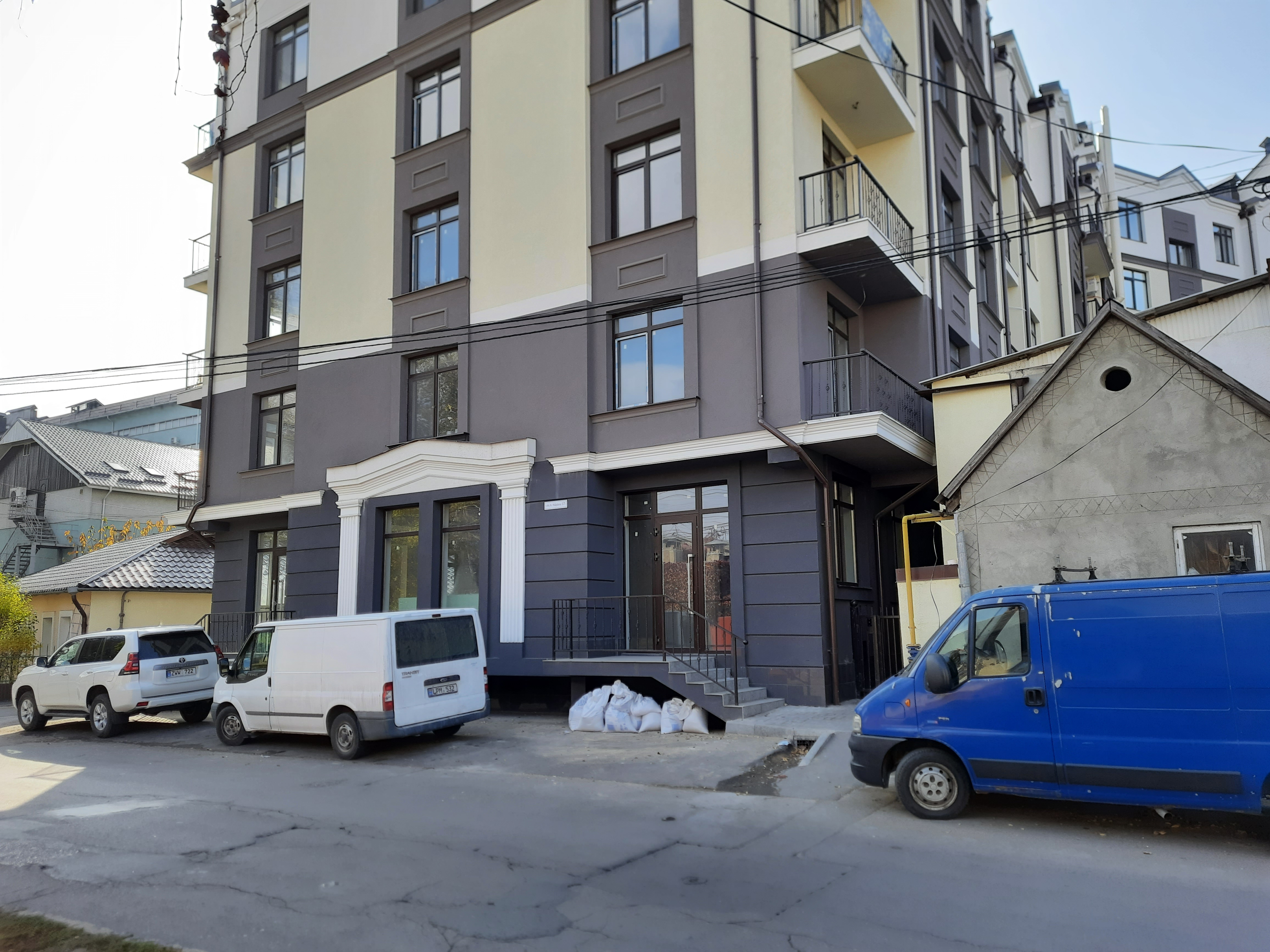
nr. 57 (inexistentă; în imagine o construcție nouă)
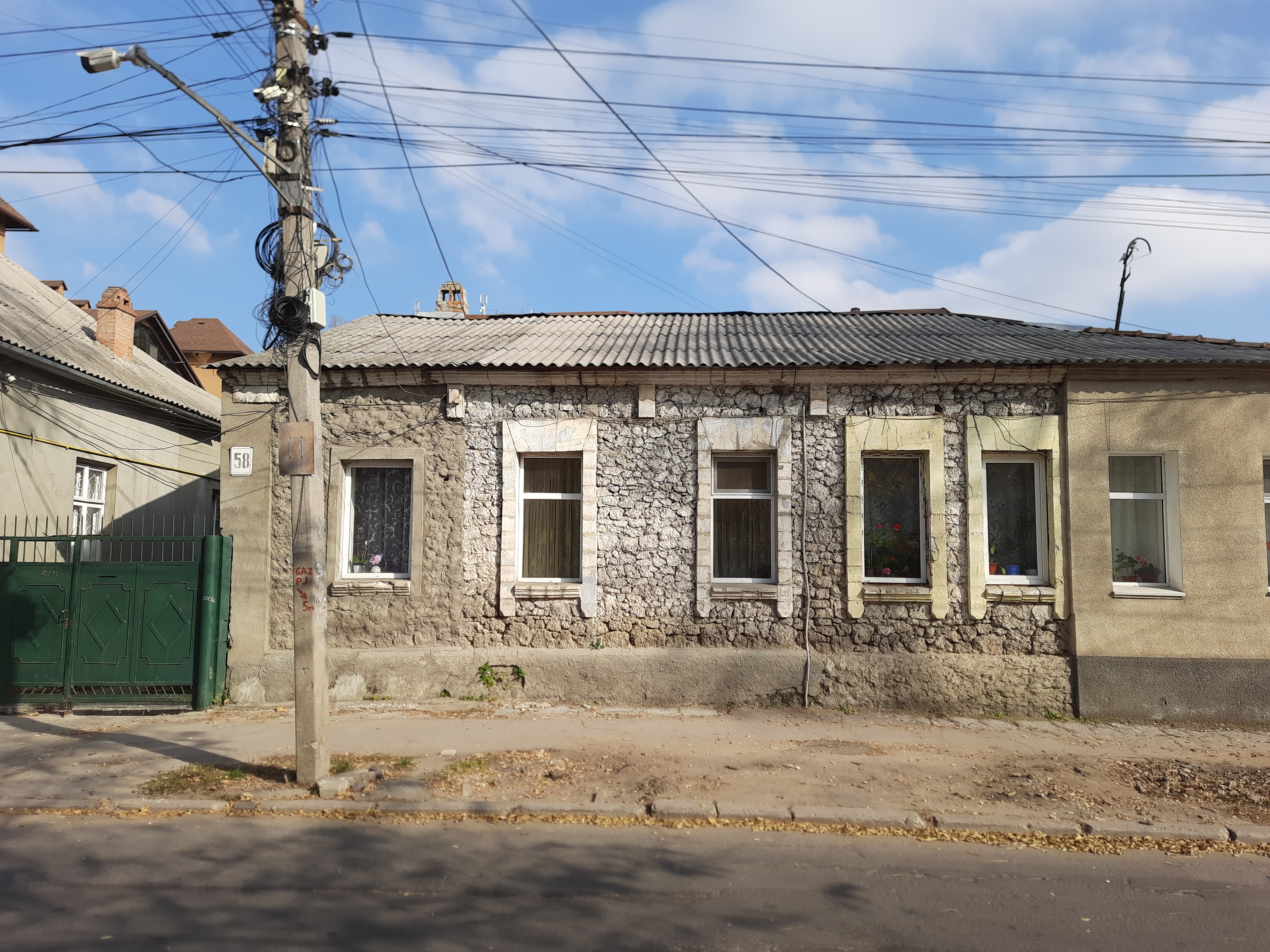
nr. 58
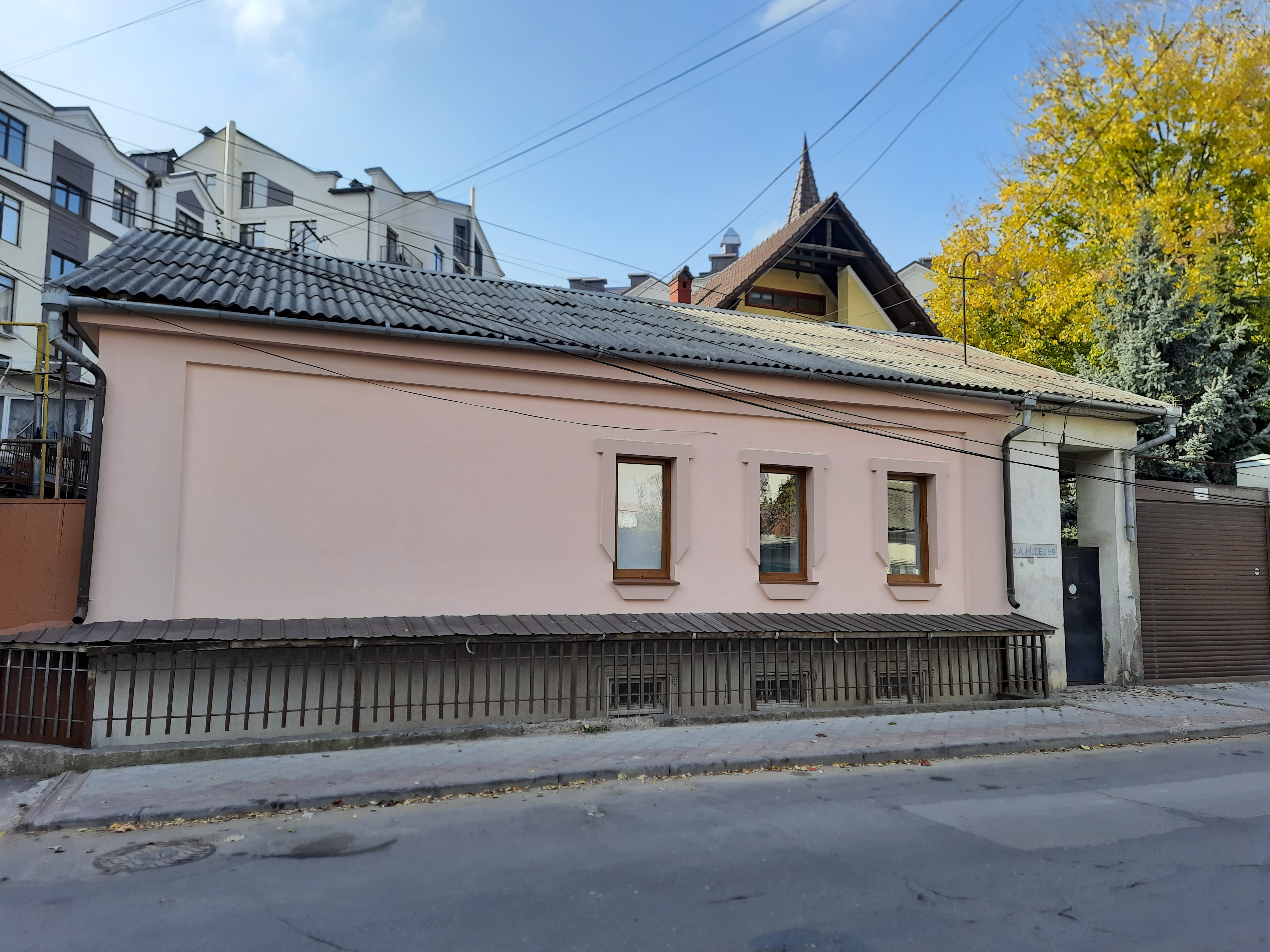
nr. 59
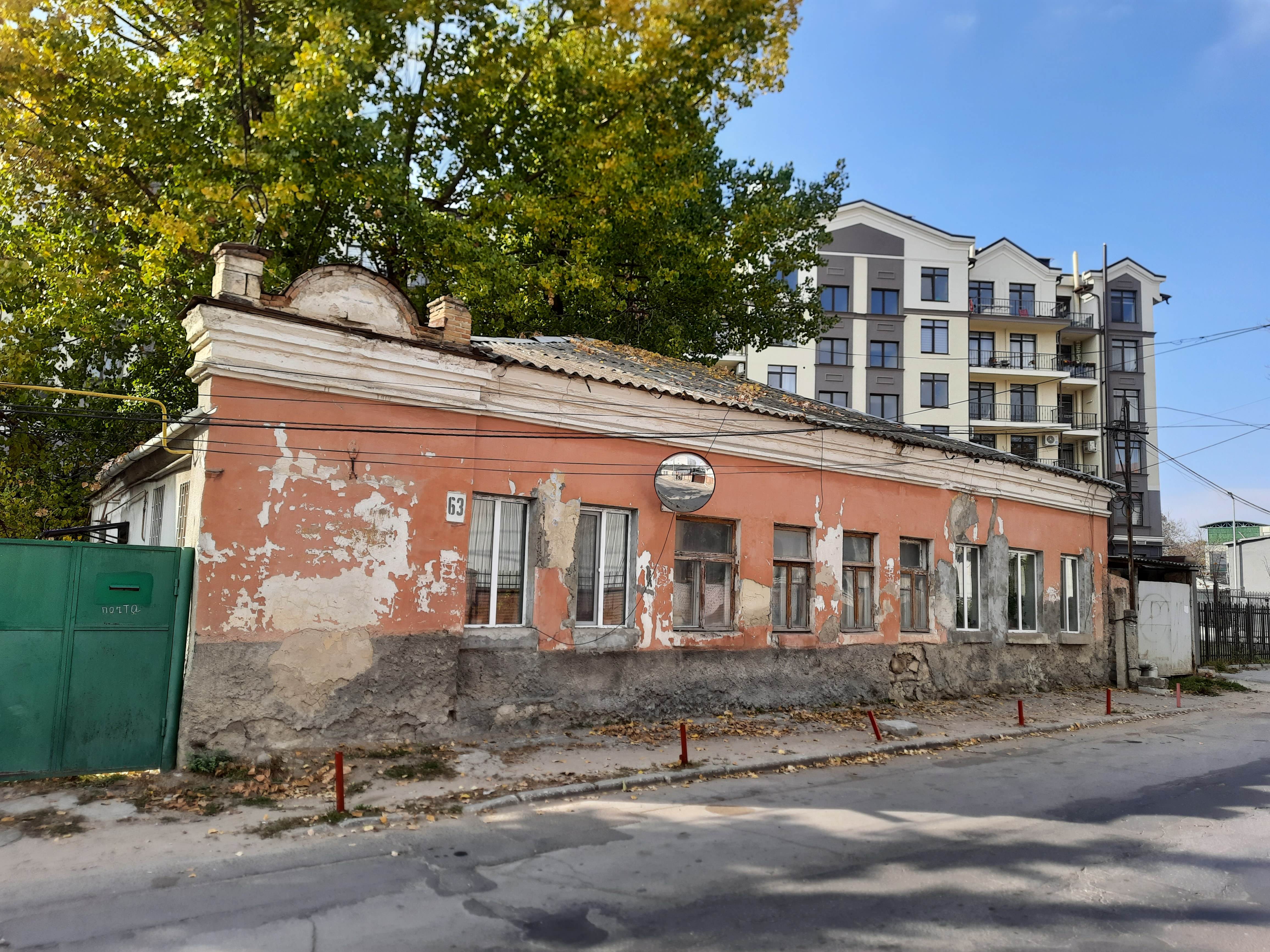
nr. 63
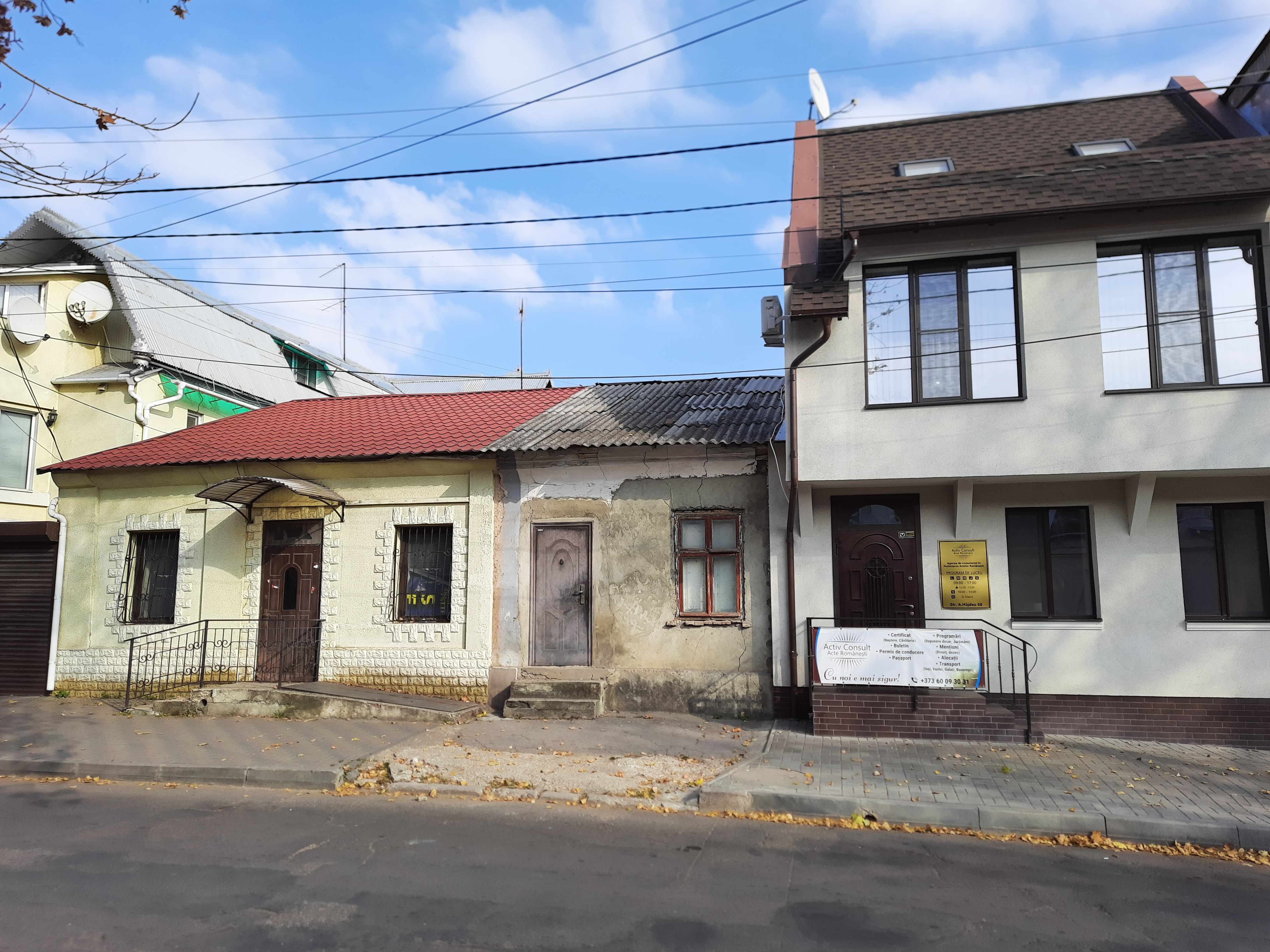
nr. 68[3] (fragmentul care s-a păstrat)
nr. 71 (?)